# Lee Mavers
Lee Mavers (Liverpool, 2 agosto 1962) è un chitarrista e cantante inglese, frontman del gruppo The La's.
Mavers è autore dei testi, cantante e chitarrista ritmico di questa band, che divenne nota soprattutto per la hit There She Goes nei tardi anni ottanta. È una figura influente ed eccentrica nel panorama rock and roll inglese, essendo stato citato da artisti come Oasis, Travis, Pete Doherty e Paul Weller come uno dei cantanti che più li hanno ispirati.